# Giosuè Carducci
Giosuè Carducci [dʒozuˈɛ karˈduttʃi] (Valdicastello, Toscana, 27 de julio de 1835 - Bolonia, 16 de febrero de 1907) fue un poeta y escritor italiano.
Fue hijo de un médico rural. Pasó su infancia en la región de Maremma antes de trasladarse a Pisa en 1853, donde estudió Filosofía y Letras en la Universidad. Después de ejercer de profesor en diferentes centros docentes, de 1860 a 1904 fue profesor de literatura italiana en la universidad de Bolonia, cátedra que mantuvo durante 42 años.
Antes de su conversión definitiva a la religión católica, fue un ferviente opositor  al papado, a la monarquía y al sentimentalismo que dominaban la literatura italiana de su tiempo, fue el primer poeta que adaptó con éxito los metros clásicos latinos a la poesía italiana moderna, algo que también intentaría realizar en el ámbito hispanohablante Rubén Darío. En toda su obra son notorias la afirmación de su personalidad, su rebeldía e inconformismo —sobre todo en su época juvenil— y su anticlericalismo militante.
Su primera colección de versos fue Juvenilia (1856–1860), a la que seguirían Levia Gravia (1861–1871), el Inno a Satana (1863), Giambi ed epodi (1867–1879), Rime nuove (1871), Odi barbare (1877–1889), Rime e ritmi (1890–1897), Intermezzo (1874–1886), La canzone di Legnano (1879), Ça ira (1883) y Primizie e reliquie, publicada póstumamente en 1928.
El Inno a Satana fue impreso en 1865 en Pistoia bajo el seudónimo de Enotrio romano. Con ello, Carducci rechazó la propuesta de tener una cátedra sobre Dante Alighieri, que una ley del 3 de julio de 1877 había establecido en la Universidad de Roma.
En su época fue traducido al castellano por el poeta José Jurado de la Parra.
Le fue concedido el sexto premio Nobel de Literatura en 1906, siendo el primer italiano en recibir el galardón.
Es un poeta citado con reiteración en El jardín de los Finzi-Contini de Giorgio Bassani, novela llevada al cine por Vittorio de Sica (Oscar a la Mejor Película Extranjera en 1971); también Thomas Mann lo menciona en su novela La montaña mágica y en su honor un cráter del planeta Mercurio ha sido bautizado con su nombre, el cráter Carducci.